# Václav Chvátal
Václav (Vašek) Chvátal (Praga, 20 de julho de 1946) é um matemático tcheco naturalizado canadense em 1974.
É um professor no Departamento de Ciência da Computação e Engenharia de Software da Universidade Concórdia em Montreal, Canadá, com a cátedra Canada Research Chair de otimização combinatorial.
Chvátal publicou extensivamente sobre tópicos de teoria dos grafos, combinatória e otimização combinatória.

## Biografia
Chvátal nasceu em Praga em 1946 e estudou matemática na Universidade Carolina em Praga, onde estudou sob a supervisão de Zdeněk Hedrlín. Juntamente com sua primeira mulher Jarmila fugiu da Tchecoslováquia em 1968, três dias após a Primavera de Praga. Obteve o doutorado em matemática na Universidade de Waterloo em apenas um ano, orientado por Crispin Nash-Williams. Subsequentemente lecionou na Universidade McGill, Universidade de Montreal, Universidade Stanford e Universidade Rutgers, onde permaneceu 18 anos, retornando então para o Canadá para assumir seu posto na Universidade Concórdia. Durante sua estada na Universidade Rutgers recebeu em 1988 o Prêmio Cientista Sênior de Destaque Alexander von Humboldt de professor visitante, concedido pela Fundação Alexander von Humboldt, e, em 2000, o Prêmio Beale–Orchard-Hays Prize de Excelência em Programação Matemática Computacional, um prêmio anual para melhor artigo da Mathematical Programming Society.

## Pesquisa

O grafo de Chvátal

O primeiro contato de Chvátal com a teoria dos grafos foi em 1964, quando ele encontrou um livro de Claude Berge em uma livraria em Plzeň, sendo a maior parte de suas pesquisas devotada à teoria dos grafos:
- sua primeira publicação matemática, aos 19 anos de idade, considerava grafos orientados que não podiam ser mapeados em si próprios por qualquer homomorfismo de grafos.[4]

## Obras
- Chvátal, V. (1983). Linear Programming. [S.l.]: W.H. Freeman. ISBN 978-0-7167-1587-0
- Berge, C. and Chvátal, V. (eds.) (1984). Topics on Perfect Graphs. [S.l.]: Elsevier. ISBN 978-0-444-86587-8
- Applegate, D. L.; Bixby, R. E.; Chvátal, V.; Cook, W. J. (2007). The Traveling Salesman Problem: A Computational Study. [S.l.]: Princeton University Press. ISBN 978-0-691-12993-8